# Rue Saint-Georges (Nancy)
Pour les articles homonymes, voir rue Saint-Georges.
La rue Saint-Georges est une des principales artères du centre-ville de Nancy, en région Lorraine.

## Situation et accès
Elle est orientée sud-ouest/nord-est, dans le prolongement de la rue Saint-Jean, à partir du « point-central » lorsque la rue Saint-Dizier coupe l'artère principale. On trouve à ce croisement la Pharmacie du Point-Central, de style École de Nancy et Art déco, la rue passe devant la cathédrale de Nancy et s'achève au niveau de la porte Saint-Georges
L'immeuble du Crédit lyonnais, situé au n°7bis-9 de la rue, est classé monument historique, ainsi que la cathédrale de Nancy et également la porte Saint-Georges, ancienne entrée Est de la ville, datant de la Renaissance.

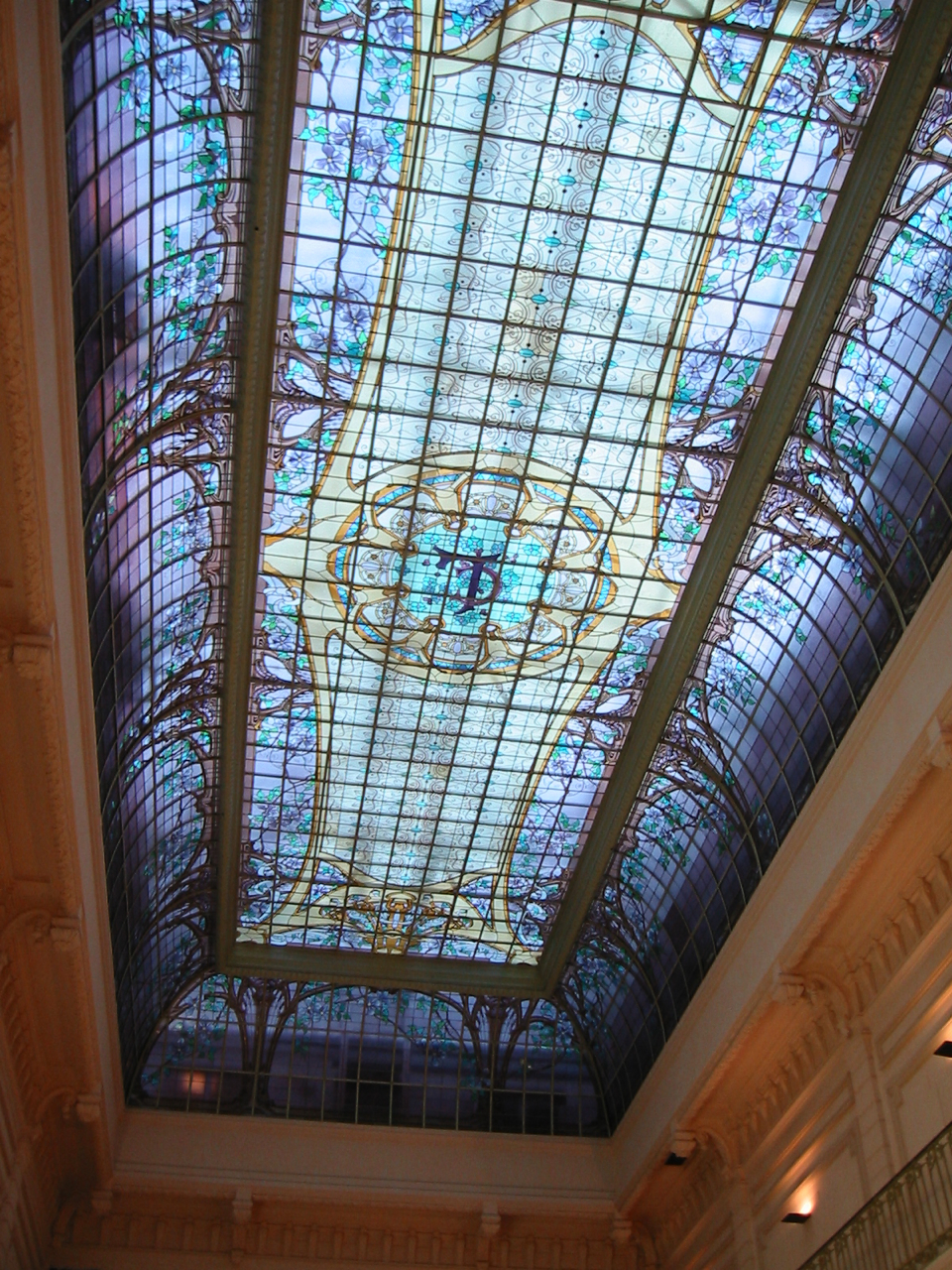
La verrière de Jacques Gruber au Crédit Lyonnais, rue Saint-Georges
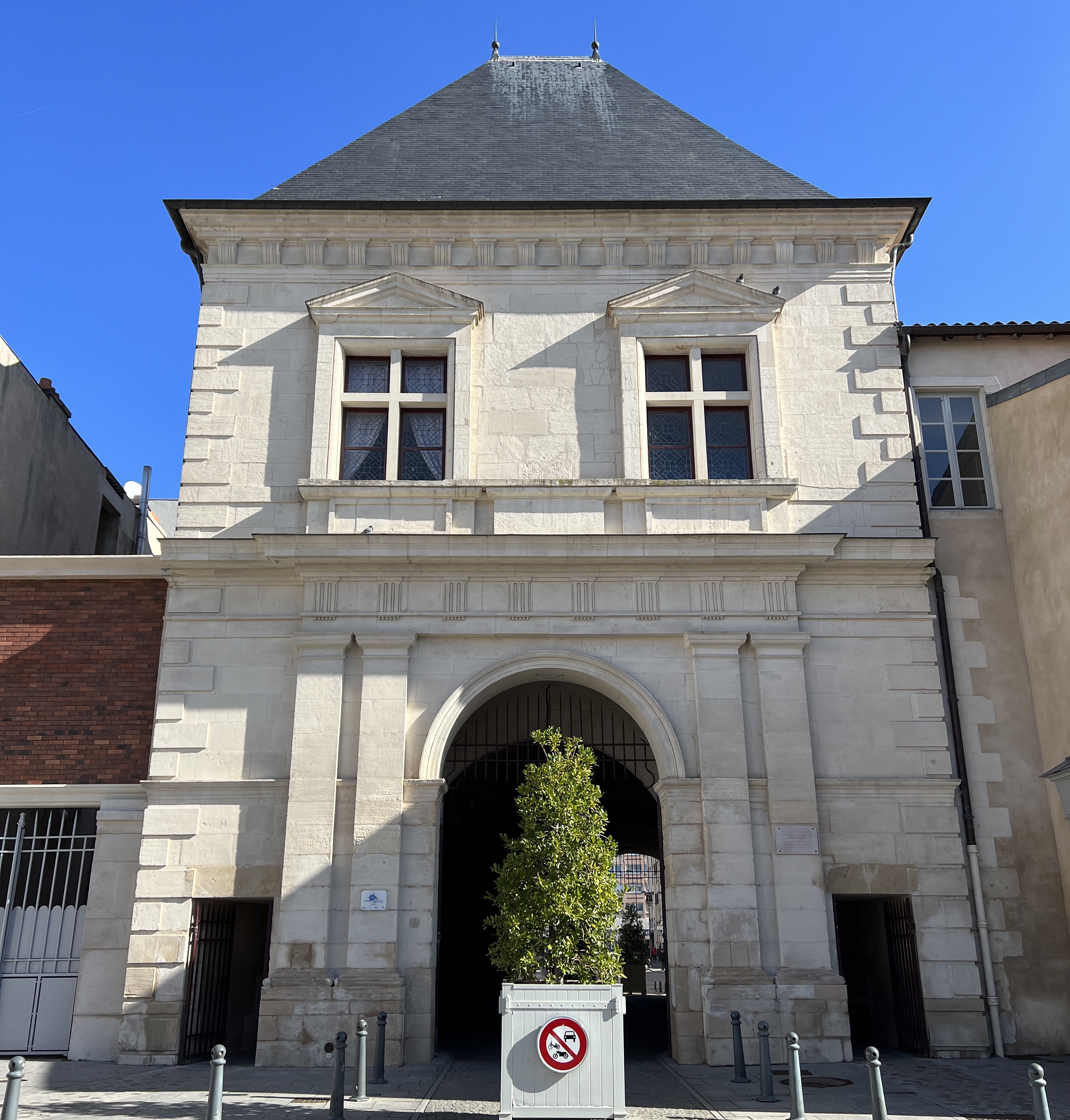
La porte Saint-Georges, côté ville.

## Origine du nom
Ainsi appelée du voisinage de la porte militaire, au-dessus de laquelle (façade extérieure) se trouve la statue équestre du chevalier Georges de Lydda, chef-d’œuvre de l'artiste lorrain, Florent Drouin, en 1608.

## Historique
Cette a été nommée au XVIIe siècle « rue des Moulins », en 1754 « rue de la Porte Saint-Georges », en 1791 « rue de la Fédération » et depuis 1814 « rue Saint-Georges ».

## Bâtiments remarquables et lieux de mémoire
- n°7bis-11 Immeuble du Crédit lyonnais de Nancy
- n°16-24  ancien magasin Majorelle construit en 1922 par l’architecte Paul Charbonnier
- n°82  maison construit ≈1890 par l’architecte Charles-Désiré Bourgon
- n°113 immeuble construit en 1892 par l’architecte Charles André